# Lomový kámen
Lomový kámen je označení pro kámen vzniklý drcením či lámáním skalní horniny v kamenolomu. Jednotlivá zrna mají nepravidelný tvar a různou velikost.

## Neopracovaný lomový kámen
Používá se jako vstupní surovina pro výrobu kameniva. Hodí se také jako materiál pro zához a stavbu masivních opěrných zdí.

## Opracovaný lomový kámen
Používá se při dláždění břehů vodotečí, rigolů a svahů, dále při stavbě podezdívek či jako materiál na stavbu kyklopského zdiva.